# Chazakah
Chazakah, (ebraico: חזקה, khazakah, acquisizione legale per diritto di possesso) è un concetto Talmudico, che definisce l'accertamento (o prova) di proprietà della terra, simile a quello del possesso di beni mobili. Il Talmud conta come dimostrazione della proprietà di terreni uno chazakah con utilizzo incontrastato dei beni per tre anni.

## Etimologia
La parola rappresenta l'ebraico חזקה, che può venir tradotto con "forza".

## Legge sulla proprietà
La terminologia concettuale è "stato di inadempienza", "proprietà in questione" o Status quo di un oggetto, terra, o persona - di solito quando non esistono o non sono disponibili prove sufficienti. Tale concetto viene trattato in molti aspetti della legge talmudica e della Halakhah.
Esistono vari modi di come qualcosa possa acquisire la certificazione di possesso chazakah:
1. lo stato precedente conosciuto, che può includere ma non è limitato da:
  1. Una proprietà contestata di articoli, che si lascerebbero nelle mani di chi li detiene.
  2. Una proprietà contestata di terreno, che si lascerebbe nelle mani dell'ultimo proprietario accertato (in ebraico חזקת מרא קמא ‎?). Colui che sostiene di aver comprato quel pezzo di terra deve comprovarlo, a meno che non sia già stato lì per tre anni quando allora lo "chazakah" cambia dalla sua parte (vedi paragrafo successivo).
  3. Nella Kasherut ogni articolo rimane nel suo stato precedente (in ebraico חזקת כשרות ‎?) prima che venga provato differentemente.
2. L'acquisizione automatica di possesso a seguito di tre anni di possesso indisturbato (discendenza per usucapione in Diritto romano).
3. Regole basate sulla convinzione comune, dal momento che è vera nella maggior parte dei casi.[4]
4. Un trasferimento immobiliare può essere ottenuto con "chazakah", che in questa forma significherebbe che il nuovo proprietario dimostra possesso costruendoci sopra.